# Ruska okupacija Hersonske oblasti
Ruska okupacija Hersona je aktualna okupacija, ki se je začela 2. marca z ruskim zavzetjem Hersona in Hersonske oblasti v Ukrajini med bitko za Herson, ki je del ruske invazije na Ukrajino leta 2022. Jeseni 2022 je ukrajinska vojska osvobodila del Hersonske oblasti na desnem bregu Dnepra, vključno z glavnim mestom Herson.

## Okupacija

### Vojaška okupacija
Kmalu po zajetju Hersona je rusko obrambno ministrstvo sporočilo, da potekajo pogajanja med ruskimi silami in mestno upravo glede upravljanja. Dosežen je bil dogovor, po katerem bi ukrajinska zastava še vedno visela v mestu, medtem ko bo Rusija vzpostavila novo upravo. Kolihajev je napovedal nove pogoje za prebivalce mesta: državljani so lahko bili zunaj le podnevi in se jim je bilo prepovedano zbirati v skupinah. Avtomobili so smeli vstopiti v mesto le za dobavo hrane in zdravil; ta vozila naj bi vozila z minimalno hitrostjo in so bila predmet preiskav. Državljane so opozorili, naj ne provocirajo ruskih vojakov in da naj upoštevajo dane ukaze.
4. marca se je na CNN pojavil prebivalec Hersona in trdil, da so ruski vojaki v Hersonu posilili 11 žensk, pri čemer je bilo 6 žensk ubitih, med posiljenimi in ubitimi pa je bil tudi najstnica. Genadij Laguta, vodja ukrajinske hersonske regionalne državne uprave, je te obtožbe zanikal in navedel, da gre za dezinformacije.
Kolihajev je 5. marca izjavil, da v mestu ni bilo oboroženega odpora in da so ruske čete "precej umirjene". Prosil je za humanitarno pomoč in navedel, da mestu primanjkuje elektrike, vode in zdravil. Pozneje istega dne se je okoli 2000 protestnikov sprehodilo skozi središče mesta. Protestniki so mahali z ukrajinskimi zastavami, peli himno in vzklikali domoljubna gesla. Nekateri posnetki prikazujejo, kako so ruski vojaki streljali v zrak, da bi odvrnili protestnike. Pojavljale so se tudi trditve, da so ruske sile imele v mestu seznam ukrajinskih aktivistov, ki so jih želeli ujeti. Generalštab ukrajinskih oboroženih sil je 9. marca sporočil, da je Rusija zaradi protestov, ki še potekajo, v Hersonu pridržala več kot 400 ljudi.
Ukrajinski uradniki so 12. marca zatrdili, da Rusija v Hersonu načrtuje organizacijo referenduma za ustanovitev Ljudske republike Herson, podobno kot Ljudska republika Doneck in Ljudska republika Lugansk . Sergij Klan, namestnik vodje hersonskega oblastnega sveta, je trdil, da je ruska vojska poklicala vse člane sveta in jih prosila za sodelovanje. Ljudmila Denisova, varuhinja človekovih pravic Ukrajine, je izjavila, da bi bil ta referendum nezakonit, ker je "po ukrajinski zakonodaji vsa vprašanja glede ozemlja mogoče rešiti le z referendumom po vsej državi". Kasneje istega dne je območni svet Hersona sprejel resolucijo, v kateri je navedel tovrstni referendum za nezakonitega.
13. marca je ukrajinski časopis Ukrayinska Pravda poročal, da se je več tisoč ljudi v Hersonu udeležilo protesta. Ruski vojaki so protest razgnali s streljanjem, razparalnimi granatami in gumijastimi naboji, pri čemer so ranili več ljudi.

#### Ukrajinska protiofenziva
23. marca so ukrajinske sile v hersonski regiji izvedle protinapad proti ruskim silam. 25. marca je visoki ameriški obrambni uradnik trdil, da ruske sile nimajo več popolnega nadzora nad Hersonom, saj so se Ukrajinci "ostro borili" za ponovno pridobitev mesta. Ukrajinci v Hersonu so "podvomili v oceno Pentagona, češ da je mesto ostalo v ruskih rokah". CNN je poročal, da so razmere v mestu ostale nespremenjene, pri čemer se sklicuje na prebivalce, ki potrjujejo, da je Herson pod popolnim ruskim nadzorom. Po besedah enega prebivalca so ruske sile izgubile le nekaj vasi v provinci, medtem ko je CNN pred tem poročal, da ukrajinska protiofenziva poteka le v najbolj severnem delu regije.

### De factožupan mesta Herson
18. aprila naj bi bil za de facto župana Hersona imenovan Igor Kasjukevič, kar pa je on zanikal.

## Kasnejši dogodki
20. aprila so ukrajinski partizani v Hersonu ubili proruskega blogerja Valerija Kulešova.
23. aprila 2022 je ukrajinsko obrambno ministrstvo poročalo o napadu na povelje ruske 49. kombinirane armade v bližini Hersona, pri čemer sta bila dva generala ubita, eden pa je bil hudo ranjen. Imeni obeh generalov v času poročila še niso bili objavljeni.
24. aprila 2022 je ukrajinsko južno operativno poveljstvo poročalo, da je ukrajinska vojska v Hersonski regiji osvobodila osem naselij.